# Marie de Gandt
Marie de Gandt, née en septembre 1975 à Versailles, est une maître de conférences en littérature comparée à l'université Bordeaux III et écrivaine française. Elle a été la « plume » de différents hommes politiques, dont l'ancien président de la République Nicolas Sarkozy, expérience qui lui inspirera un livre.

## Biographie
Durant son enfance, ses parents, professeurs de philosophie et psychanalystes, décident de s'installer à Ivry-sur-Seine et de donner pendant leur temps libre des cours d'alphabétisation à des immigrés maliens.
Après avoir suivi une classe préparatoire littéraire au lycée Henri-IV, où elle rencontre Laurent Wauquiez, elle entre à l'École normale supérieure en 1997.
En 2007, elle devient la « plume » de Dominique Bussereau, secrétaire d'État aux Transports. Elle écrit également des discours pour Xavier Bertrand et Hervé Morin.
En 2009, contactée par Laurent Wauquiez, elle devient l'une des plumes de Nicolas Sarkozy, avec, entre autres, Henri Guaino.
Elle continuera à écrire des discours pour Nicolas Sarkozy jusqu'à la campagne de 2012. S'adaptant à son style et finissant par connaître ses faiblesses, elle prend par exemple l'habitude d'écrire phonétiquement dans les discours présidentiels tous les noms étrangers. Elle s'est mise au service d'un parti de droite alors qu'elle-même se présente comme étant « de gauche » — ce qu'elle a caché à Claude Guéant lors de son embauche. Cette contradiction lui vaut quelques critiques.

### Vie privée
Mariée avec Guillaume Erner, journaliste à France Culture, elle est mère de trois enfants, Alma, Tadzio et Côme Erner.

## Ouvrages
- Le Romantisme (en collaboration avec Olivier Decroix), Paris, Gallimard, coll. « La Bibliothèque Gallimard », 2010, 176 p.  (ISBN 978-2-070-43897-6)
- Sous la plume : petite exploration du pouvoir politique, Paris, Laffont, 2013, 285 p.  (ISBN 978-2-221-13484-9)
- L'autre temps des femmes, Paris, Classiques Garnier, 2023, 584 p.  (ISBN 978-2406154433)